# 馬里比奧斯山脈

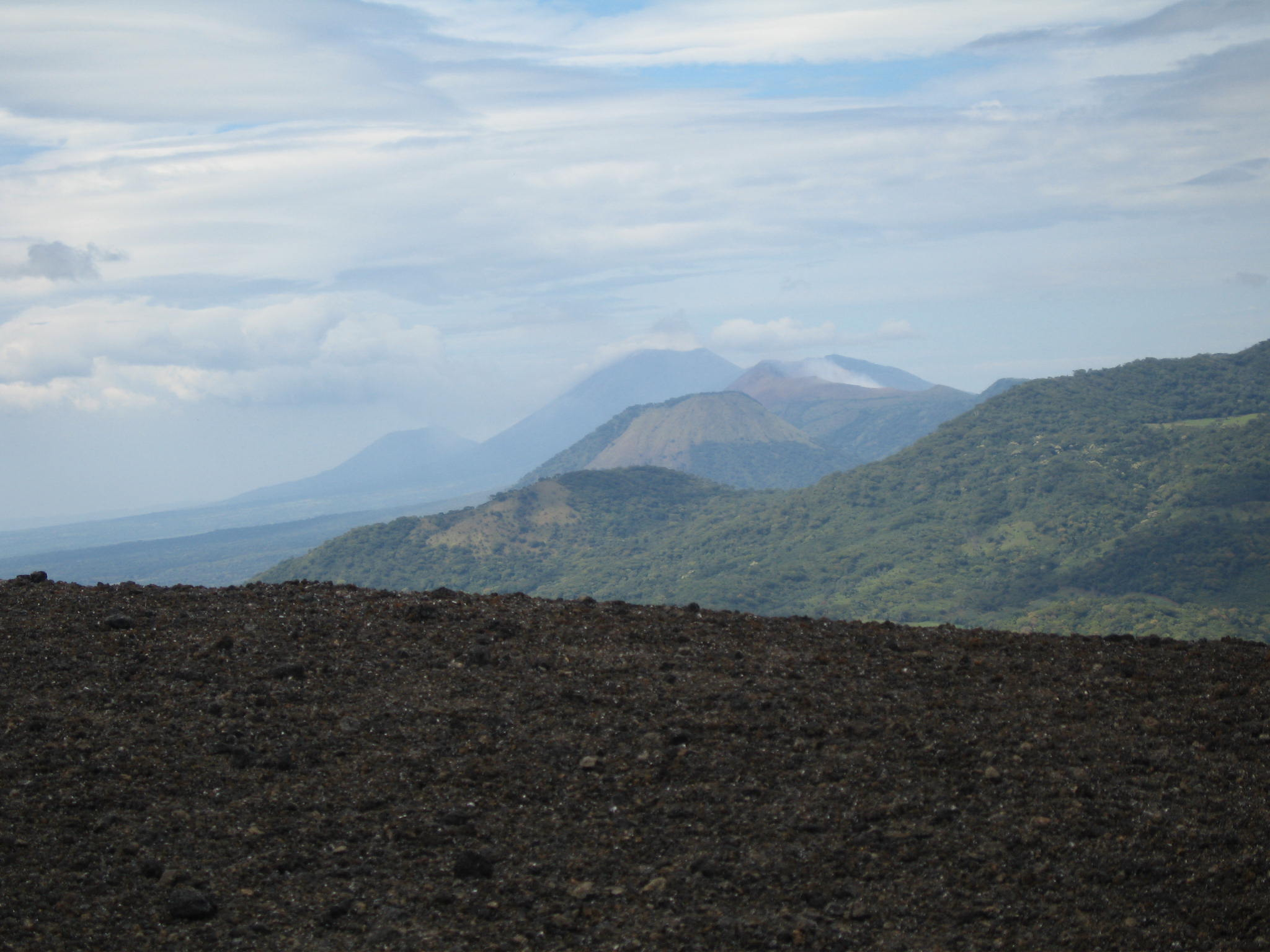

馬里比奧斯山脈（西班牙語：Sierra de los Marrabios），是尼加拉瓜的山脈，位於該國西部，橫跨萊昂省和奇南德加省，全長64公里，最高點是海拔高度1,745米的聖克里斯托瓦爾火山。